# Zyndranowa

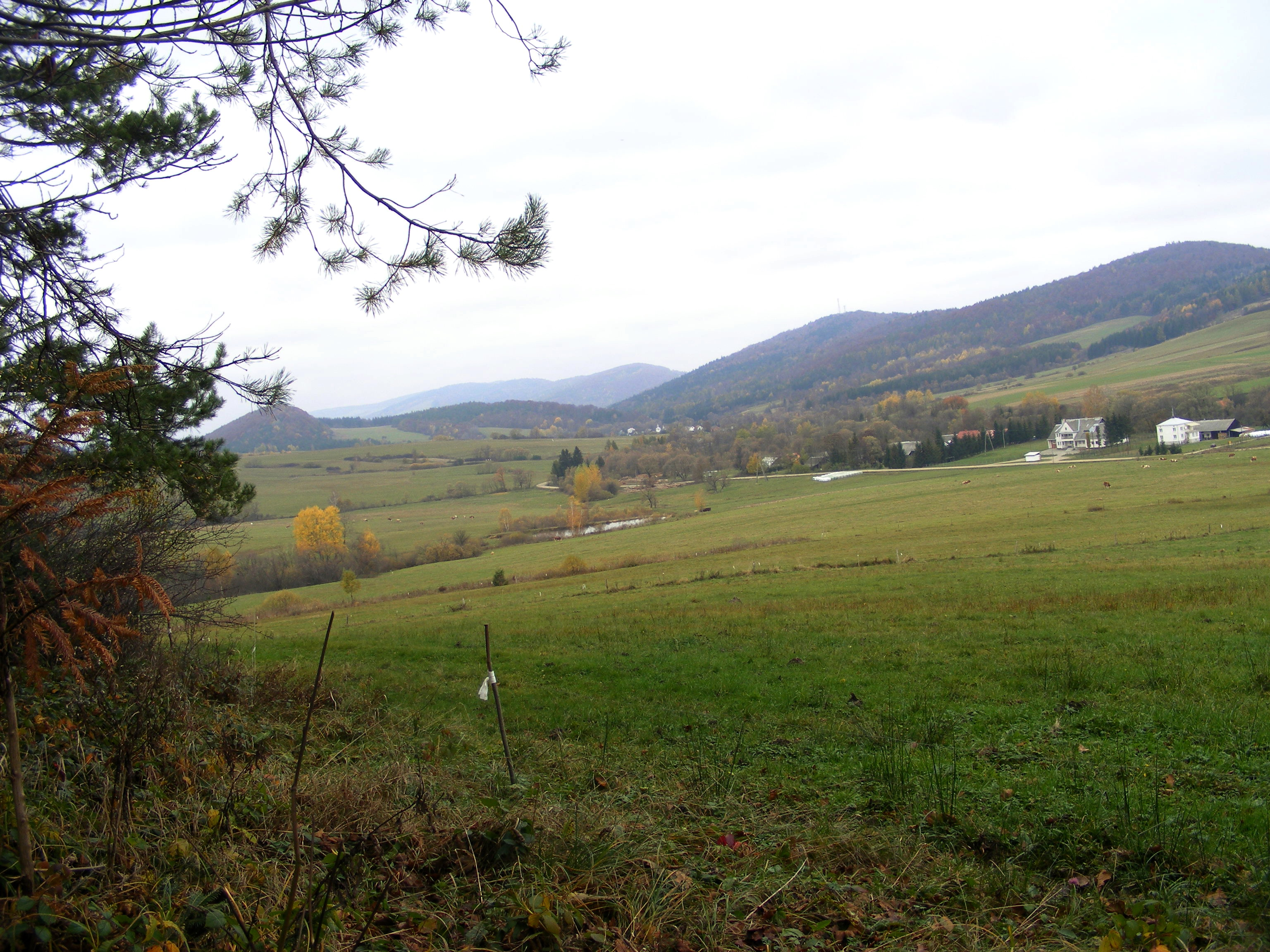
Zyndranowa, widok z południowej strony.

Zyndranowa (j. łemkowski Зындранова) – wieś w Polsce, w województwie podkarpackim, w powiecie krośnieńskim, w gminie Dukla.

## Położenie
Wieś leży w sercu Beskidu Niskiego, tuż pod głównym grzbietem Karpat, ok. 2 km na północny wschód od siodła Przełęczy Dukielskiej. Jej zabudowania ciągną się wzdłuż doliny potoku Panna, zwanego też Sołotwiną (niegdyś Sołotwyna). Od zachodu dolinę ograniczają wzgórza Kiczera Telepkowa (534 m n.p.m., na południu) i Kiczera Gablacka (533 m n.p.m., na północy), które oddzielają wieś od Barwinka i biegnącej przez tę wieś drogi krajowej nr 19. Od wschodu i północnego wschodu ogranicza dolinę ramię górskie ze szczytami (licząc od południa): Kiczera (Klepke; 670 m n.p.m.), Średni Wierch (616 m n.p.m.), Tokarnia (692 m n.p.m.), Czerwony Horb (618 m n.p.m.) i Wysoki Dział (616 m n.p.m.). Na południu i południowym zachodzie tereny Zyndranowej sięgają po główny grzbiet wododziałowy Karpat w rejonie Jałowej Kiczery i biegnącą nim granicę polsko-słowacką.
Jedyny dojazd do wsi wiedzie od północy, drogą od strony Tylawy.
Zyndranowa leży na terenie Jaśliskiego Parku Krajobrazowego.
W latach 1975–1998 miejscowość administracyjnie należała do województwa krośnieńskiego.

## Historia
Miejscowość została założona przed 1399 rokiem. Legenda głosi, że wieś założył rycerz Zyndram z Maszkowic, osiedlając w niej jeńców pojmanych w bitwie pod Grunwaldem, jednak za datę powstania Zyndranowej przyjmuje się raczej koniec XIV wieku, a za założyciela Zyndrama z Jaślisk. Od końca XVI w. do końca XIX w. wieś była w posiadaniu kolejno Oktawiana Guczy, Cikowskich, Kobyleńskich i Męcińskich.
W czasie obydwu wojen światowych Zyndranowa była bardzo zniszczona. W czasie drugiej wojny znajdował się tu punkt dowodzenia gen. I. Afonina, kierującego natarciem na Przełęcz Dukielską.
Po 1944 w ramach akcji wysiedlania ludności ukraińskiej do ZSRR większość miejscowych Ukraińców przesiedlono do Odessy. Natomiast Łemkowie wysiedleni podczas akcji „Wisła” powrócili częściowo po 1956. Przed wojną wieś liczyła ok. 180 numerów domów, obecnie liczy około 30.

## Toponimika nazwy
Nazwa wsi może wywodzić się od niemieckiego słowa zyndra, czyli kopalnia. Być może chodzi o kopalnie rudy żelaza.

## Etnografia
Zyndranowa jest wsią uważaną niegdyś za stolicę Łemkowszczyzny wschodniej. We wsi żywe są tradycje łemkowskie, zachowywany jest język łemkowski, piosenki, a także rzadko spotykane gdzie indziej na Łemkowszczyźnie wschodniej kolędy.

## Religie i ich wyznawcy

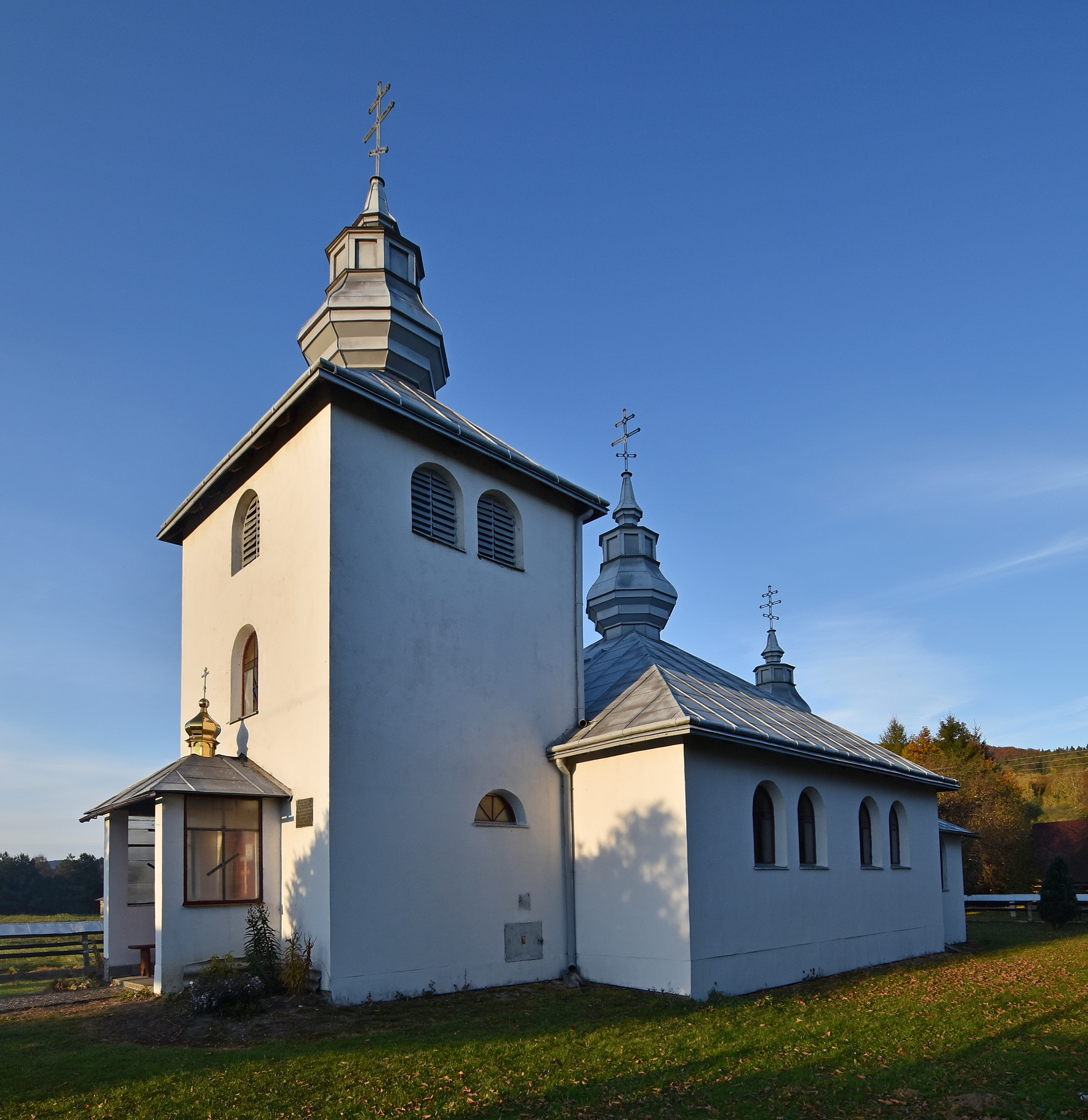
Cerkiew prawosławna św. Mikołaja

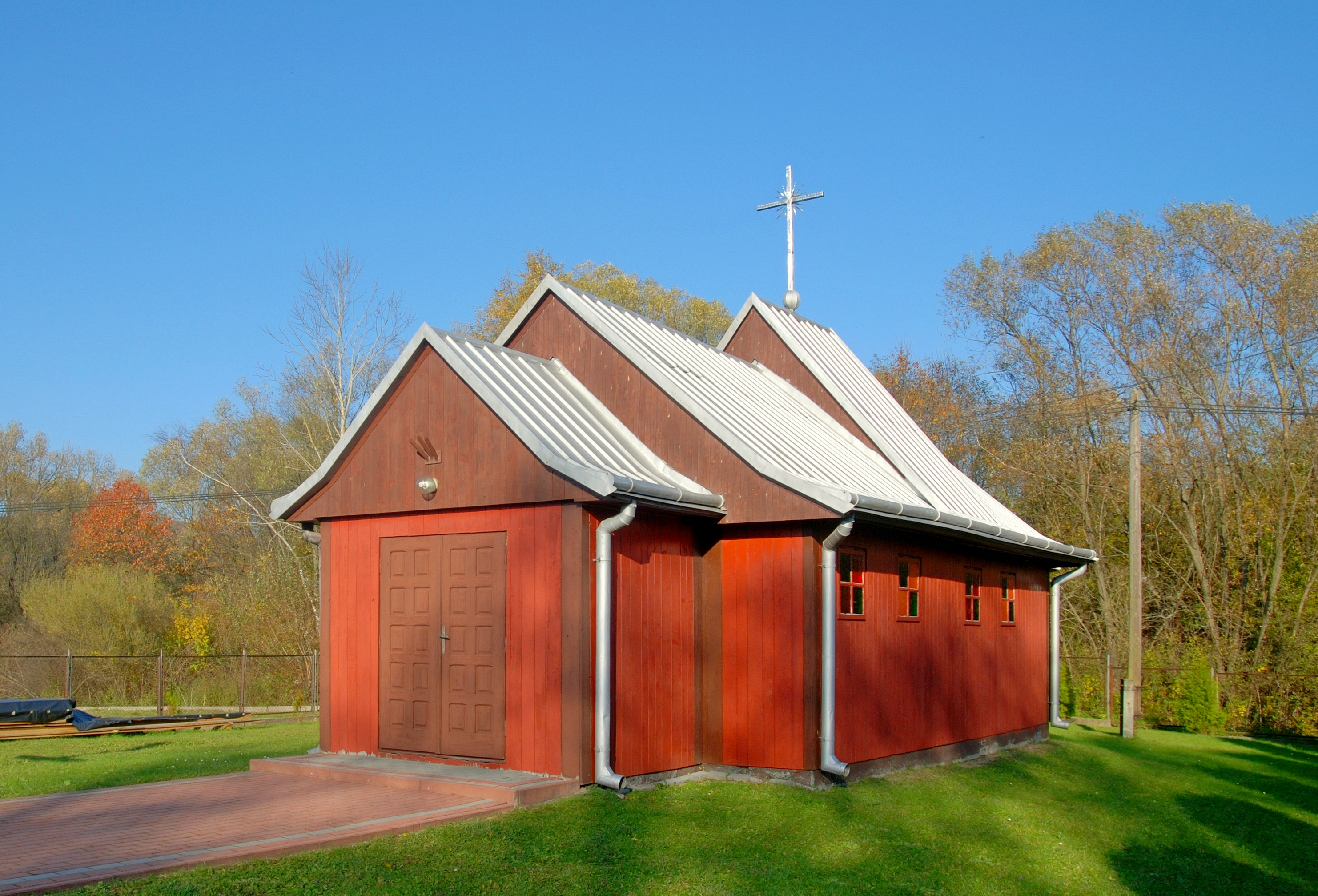
Kaplica katolicka

Najstarsi mieszkańcy Zyndranowej byli wyznania prawosławnego. Zasłynęli tym, że szczególnie długo opierali się unii brzeskiej (1596), i dopiero w 1706 r. przyjęli grekokatolicyzm. Związane z tzw. orientacją wszechruską tendencje do powrotu do prawosławia nasiliły się po tzw. schizmie tylawskiej (1926) i większość mieszkańców wsi z czasem wróciło na łono Kościoła prawosławnego.
W 1897 r. zbudowano we wsi cerkiew greckokatolicką na planie krzyża, o architekturze nawiązującej do budownictwa huculskiego (na przełomie XIX i XX w., na fali rodzącej się ukraińskiej świadomości narodowej, na zachodniej Ukrainie zaczęto propagować architekturę huculską jako narodowy styl ukraiński). Przetrwała ona szczęśliwie obie wojny światowe. Będącą w bardzo złym stanie świątynię rozebrali w 1962 r. sami Łemkowie powracający z wysiedlenia, gdy władze obiecały im pozwolenie budowy nowej cerkwi. Obietnica ta nie została dotrzymana i przez ponad 20 lat nabożeństwa odbywały się w tzw. domu gromadzkim. Dopiero w 1985 r. zbudowano w Zyndranowej nową, murowaną, prawosławną cerkiew św. Mikołaja, będącą świątynią miejscowej parafii. Była to pierwsza cerkiew wzniesiona na Łemkowszczyźnie po II wojnie światowej.
Współcześnie we wsi współistnieją cztery działające wyznania religijne: rzymskokatolickie, prawosławne (autokefalia), greckokatolickie i Świadkowie Jehowy. Wieś jest siedzibą dwóch parafii: greckokatolickiej i prawosławnej.

## Turystyka

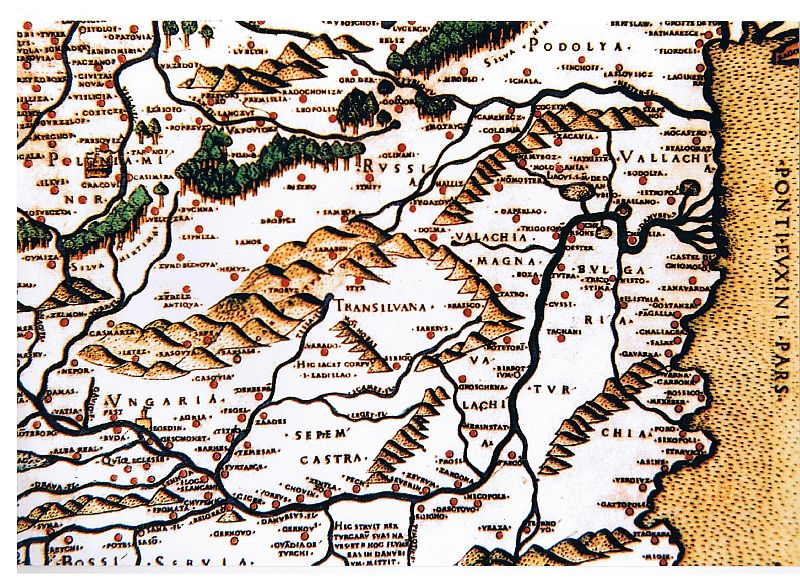
Mapa Marcusa Beneventanus. Zyndriznova na starej mapie pomiędzy Sanokiem a Lipnicą Murowaną (Lipniza). (1507)

Główną atrakcją turystyczną jest Skansen Kultury Łemkowskiej, założony i prowadzony przez Łemka z Zyndranowej Fedora Gocza. Obejmuje on ekspozycje etnograficzno-historyczne, a także zbiór militariów – pamiątek po bitwie o Przełęcz Dukielską z 1944 r.
W górnej części wsi znajduje się chatka studencka i baza namiotowa Studenckiego Koła Przewodników Beskidzkich w Rzeszowie.
Zyndranowa latem odwiedzana jest przez turystów zmierzających na Słowację przez Barwinek, od Tylawy w kierunku zachodnim wieś dzieli 5 km.

### Szlaki piesze
- Barwinek – Zyndranowa – Ostra (687 m n.p.m.) – Stasiane – Tylawa – Pustelnia św. Jana z Dukli
- Przełęcz Dukielska – Zyndranowa
- granica państwa (słupek I/152) – Kiczera (579 m n.p.m.) – Zyndranowa (chatka studencka) – Jałowa Kiczera (578 m n.p.m.)
- Jaśliska – Zyndranowa